# Sabroom
Sabroom es un pueblo y nagar Panchayat situado en el distrito de Tripura meridional en el estado de Tripura (India). Su población es de 7142 habitantes (2011). Se encuentra a orillas del río Feni.

## Demografía
Según el censo de 2011 la población de Sabroom era de 7142 habitantes, de los cuales 3593 eran hombres y 3549 eran mujeres. Sabroom tiene una tasa media de alfabetización del 96,28%, superior a la media estatal del 87,22%: la alfabetización masculina es del 98,07%, y la alfabetización femenina del 94,51%.